# Kings Grant
Kings Grant es un lugar designado por el censo ubicado en el condado de New Hanover en el estado estadounidense de Carolina del Norte. La localidad en el año 2000, tenía una población de 7.738 habitantes en una superficie de 12 km², con una densidad poblacional de 644,8 personas por km².

## Geografía
Kings Grant se encuentra ubicado en las coordenadas 34°15′57″N 77°52′4″O / 34.26583, -77.86778. Según la Oficina del Censo, la localidad tiene un área total de 12 km² (4,6 mi²), de la cual 12 km² (4,6 mi²) es tierra y 0 km² (0 mi²) (0.0%) es agua.

### Localidades adyacentes
El siguiente diagrama muestra a las localidades en un radio de 8 kilómetros (5 mi) de Kings Grant.

## Demografía
En el 2000 la renta per cápita promedia del hogar era de $46.643, y el ingreso promedio para una familia era de $52.071. El ingreso per cápita para la localidad era de $19.889. En 2000 los hombres tenían un ingreso per cápita de $38.688 contra $26.160 para las mujeres. Alrededor del 6.70% de la población estaba bajo el umbral de pobreza nacional.